# Ушлейка
Ушлейка — посёлок в Кадошкинском районе Мордовии в составе Латышовского сельского поселения.

## География
Находится на расстоянии примерно 2 километра по прямой на юго-восток от районного центра города Кадошкино.

## История
Известен с 1869 года, когда в нём было учтен 41 двор. Ныне практически обезлюдел.

## Население
| 2002 | 2010 |
| ---- | ---- |
| 17   | ↘3   |

Постоянное население составляло 17 человек (русские 100 %) в 2002 году, 3 в 2010 году.